# Robert Routil
Robert Routil (* 8. Mai 1893 in Wien; † 4. Oktober 1955 ebenda) war ein österreichischer Anthropologe und Ethnologe.

## Leben
Routil studierte Chemie, Geodäsie und Versicherungsmathematik an der Technischen Hochschule Wien, unterbrochen im Ersten Weltkrieg vom Dienst im k. u. k. Telegraphenregiment, und schloss 1922 Versicherungsmathematik ab. Er arbeitete zunächst als medizinischer Statistiker amerikanischer Hilfsorganisationen (Commonwealth Fund) in Österreich. Gleichzeitig studierte er auf Anregung eines Geistlichen Völkerkunde und Anthropologie an der Universität Wien bis zur Promotion 1929.
Routil arbeitete zunächst am Anthropos-Institut in St. Gabriel, war 1930 kurzfristig am Naturhistorischen Museum Wien beschäftigt und wurde 1931 Assistent am Anthropologischen Institut der Universität Wien. Er trat zum 3. Februar 1933 der NSDAP bei (Mitgliedsnummer 1.451.539), worauf er sich 1938 berief, als er wegen katholischer Bindungen („einer der schwärzesten vaterländischen Hetzer“) angegriffen wurde – er verließ die Partei allerdings auch bereits 1933 wieder. 1941 ging er ans Naturhistorische Museum, wo er 1945 als Nachfolger des abgesetzten Josef Wastl zum Leiter der Anthropologischen Sammlung aufstieg. 1951 hielt er auf einer UNESCO-Tagung des Internationalen Museumsrates über den Rassismusbegriff einen Vortrag, in dem er versuchte den Rassebegriff für die Wissenschaft im Sinne einer allgemeinen Menschheitsforschung zu erhalten. Er wurde am Wiener Zentralfriedhof bestattet.

## Schriften
- Völker und Rassen auf dem Boden Kärntens (1937)
- Anthropologisch-erbbiologische Familienforschung als Grundlage der rassenkundlichen Analyse (Aus d. anthropol. Inst. d. Univ. Wien) 1941
- Kamerun, Land und Leute (1941)
- Biometrische Studien. Familienanthropologische Untersuchungen in dem ostschwäbischen Dorfe Marienfeld im rumänischen Banat (1942)
- Filipinos, Moros, Negritos (1943)

## Einzelbelege
1. ↑  Bundesarchiv R 9361-VIII KARTEI/17621735
2. ↑  Teschler-Nicola, S. 99
3. ↑  Margit Berner u. a.: Wiener Anthropologien, in: Karl A. Fröschl u. a. (Hrsg.): Reflexive Innensichten aus der Universität: Disziplinengeschichten zwischen Wissenschaft, Gesellschaft und Politik, Göttingen 2015, S. 42
4. ↑  Robert Routil in der Verstorbenensuche bei friedhoefewien.at

| Personendaten    | Personendaten                                   |
| ---------------- | ----------------------------------------------- |
| NAME             | Routil, Robert                                  |
| KURZBESCHREIBUNG | österreichischer Ethnologe und „Rassenforscher“ |
| GEBURTSDATUM     | 8. Mai 1893                                     |
| GEBURTSORT       | Wien                                            |
| STERBEDATUM      | 4. Oktober 1955                                 |
| STERBEORT        | Wien                                            |